# Kõrgessaare (Landgemeinde)
Kõrgessaare (deutsch: Hohenholm) ist eine ehemalige Landgemeinde im estnischen Kreis Hiiu mit einer Fläche von 379,5 km², ca. 18 km von der Inselhauptstadt Kärdla entfernt. Sie hatte 1284 Einwohner (1. Januar 2010). 2013 fusionierte sie mit Kärdla zur Landgemeinde Hiiu, die 2017 in der Landgemeinde Hiiumaa aufging.

## Dörfer
Neben dem Hauptort Kõrgessaare (Kõrgessaare alevik) gehören zur Landgemeinde die Dörfer (külad) Heigi, Heiste, Heistesoo, Hirmuste, Hüti, Isabella, Jõeranna, Jõesuu, Kalana, Kaleste, Kanapeeksi, Kauste, Kidaste, Kiduspe, Kiivera, Kodeste, Koidma, Kopa, Kurisu, Kõpu, Laasi, Lauka, Lehtma, Leigri, Lilbi, Luidja, Malvaste, Mangu, Mardihansu, Meelste, Metsaküla, Mudaste, Mägipe, Napi, Nõmme, Ogandi, Ojaküla, Otste, Palli, Paope, Pihla, Poama, Puski, Reigi, Risti, Rootsi, Sigala, Suurepsi, Suureranna, Sülluste, Tahkuna, Tammistu, Tiharu, Ülendi, Viita, Viitasoo, Vilima und Villamaa.

## Gemeindepartnerschaften
Es bestand eine Partnerschaft mit der Gemeinde Dragsfjärd in Finnland.

## Geschichte

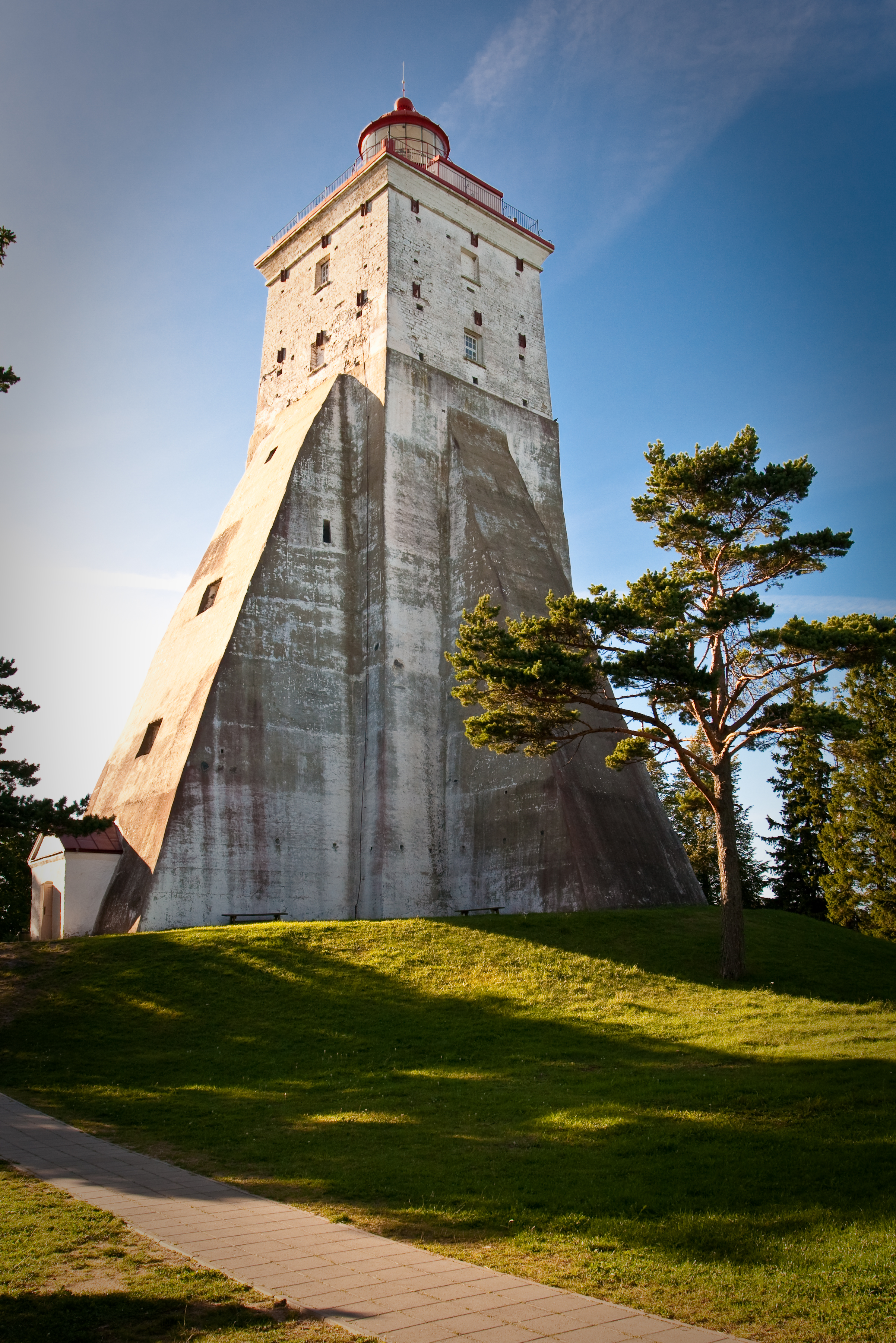
Leuchtturm Kõpu

Kõrgessaare wurde erstmals im Jahre 1532 urkundlich erwähnt. Hier befand sich schon im Jahre 1552 ein Gut, das zu den ältesten der Insel Hiiumaa gehört. In Jahren 1909–1914 hatte die belgische Aktiengesellschaft „Viscosa“ eine Kunstseide-Fabrik gegründet. Nach der Fabrik wurde die Siedlung auch Viskoosa genannt, was sich im Volksmund erhalten hat.
Sehenswert war vor allem die Landschaft an der Nordwestküste der Insel Hiiumaa mit ihrer unberührten Natur und den Leuchttürmen von Kõpu, Ristna und Tahkuna.

## Estonia-Gedenkstätte
Die Gedenkstätte für die beim Untergang des Fährschiffes Estonia im Jahre 1994 Gestorbenen steht am Strand der Halbinsel Tahkuna in der Nähe des Leuchtturms an jener Stelle von Estland, die der Unglücksstelle der Estonia am nächsten liegt. Von hier aus hat man einen weiten Blick über das Meer. Die Gedenkstätte wurde im Jahr 1995 von Mati Karmin errichtet, hat eine Höhe von neuneinhalb Metern und ist vor allem den Kindern gewidmet, die auf der Estonia umkamen. Aus einem Steinhaufen ragt eine schräggestellte filigrane Skulptur empor, die aus vier schmalen rostenden Stahlträgern gebildet und oben von einem Quadrat aus vier schmalen Stahlträgern abgeschlossen wird. In diesem offenen Quadrat hängt ein langes versilbertes Stahlkreuz, das schwingend befestigt ist und am unteren Ende eine Bronzeglocke trägt. Trauernde, die zu der Gedenkstätte kommen, können einen Stein auf dem Steinhaufen niederlegen und die Glocke anschlagen, um den Verstorbenen emotional näher zu kommen. Bei Sturm fängt die Glocke an zu läuten; das weckt bei den Trauernden die Empfindung, dass die Seelen der Verstorbenen diese Glocke zum Läuten bringen. Deshalb wird die Bronzeglocke auch als Seelenglocke bezeichnet.